# (5987) Liviogratton
(5987) Liviogratton ist ein Asteroid des Hauptgürtels, der am 6. Juni 1975 von einem Astronomenteam des Felix-Aguilar-Observatoriums am Observatorio Carlos Cesco (IAU-Code 808) im El Leoncito National Park in Córdoba in Argentinien entdeckt wurde.
Der Asteroid wurde am 26. September 2007 nach dem italienischen Astronomen Livio Gratton (1910–1991) benannt, der 1948 den Lehrstuhl für Astrophysik an der Universidad Nacional de La Plata in Argentinien und 1956 Direktor des Nationalen Observatoriums in Córdoba wurde.